# Kücsük Mehmed
Kücsük Mehmed (törökül: Küçük Mehmed) (? – ?), török pasa, az Oszmán Birodalom hadvezére volt, a "Kücsük" név az alacsony termetére utalt. 

## Életpályája
Nem ismert, hogy Kücsük Mehmed pontosan mikor került Magyarországra. 
Az azonban biztos, hogy 1661. júniustól, 1663-ig, temesvári pasa, azaz, a Temesvári Vilajet beglerbégje (kormányzója) volt. Ezt megelőzően, kanizsai beglerbégnek nevezték ki, de ezt a tisztséget, ténylegesen, nem töltötte be.  
IV. Mehmed oszmán szultán rendelkezése értelmében, az erdélyi ügyek közelebbi településről való megfigyelése végett; a temesvári beglerbégnek, ideiglenesen, Jenő vára volt a székhelye. Kücsük Mehmedet ezért, több műben, tévesen, „jenői bégként (avagy pasaként)” említik.
Kösze Ali pasa (az 1660. évi és 1661. évi erdélyi hadjáratok szerdárja), 1662-ben, Kücsük Mehmedet küldte Erdélybe, I. Apafi Mihály fejedelem védelmére, és ő, 1662. január 23-án, Nagyszőlősnél, döntő győzelmet aratott Kemény János  felett, Apafi ellenfele elesett a csatában. Apafi védelmében, Erdélyben is maradt, azt – a garázdálkodó seregével – csak 1663. augusztusban hagyta el. 
1664. elejétől váradi beglerbég, de a székhelyétől távol harcolt: 1664. május 16-án, a zsarnócai csatában, ő volt a vesztes török sereg parancsnoka, a győztes Habsburg császári-királyi csapatokat vezérlő, Jean-Louis Raduit de Souches tábornok ellenében; a csata után, egy ideig, Kücsük Mehmedet halottnak hitték. 
Kücsük Mehmed – és az oszmánok szerencséjére – távollétében (1664), a Habsburg császári-királyi csapatok, bár a város előtt lezajlott ütközetben (váradi csata) győztek, Váradot azonban nem tudták visszafoglalni.
Később (1665-1666) érsekújvári beglerbég, majd újra temesvári beglerbég (1667-1668), aztán másodszor érsekújvári beglerbég (1669-1670), végül, szintén másodszor, váradi beglerbég (1671-1672); életének további alakulásáról, nincs adatunk.